# خوسي كارلوس فان رانكين
خوسي كارلوس فان رانكين (14 مايو 1993 بمدينة مكسيكو في المكسيك - ) هو لاعب كرة قدم هولندي ومكسيكي في مركز الدفاع. شارك مع منتخب المكسيك تحت 20 سنة لكرة القدم. أما مع النوادي، فقد لعب مع نادي أونيفرسيداد ناسيونال.

## وصلات خارجية
- خوسي كارلوس فان رانكين على موقع الاتحاد الدولي (مؤرشف)  (الإنجليزية)
- خوسي كارلوس فان رانكين على موقع الدوري الأمريكي (الإنجليزية)
- خوسي كارلوس فان رانكين على موقع قاعدة بيانات كرة القدم.إي يو (الإنجليزية)
- خوسي كارلوس فان رانكين على موقع ناشيونال فوتبول تيمز (الإنجليزية)
- خوسي كارلوس فان رانكين على موقع Soccerway.com (الإنجليزية)
- خوسي كارلوس فان رانكين على موقع عالم كرة القدم.نت (الإنجليزية)
- خوسي كارلوس فان رانكين على موقع AS.com (الإسبانية)